# Vrdnik-Ravanica
Vrdnik-Ravanica klostret är ett serbiskt-ortodoxt kloster vid berget Fruška Gora i norra Serbien. Tidpunkten för klostrets tillkomst är okänd, men dokument antyder klostret byggdes under andra halvan av 1500-talet. År 1990 förklarades klostret som ett monument av särskild kulturell betydelse.